# Луковець (Севниця)
Луковець (словен. Lukovec) — поселення в общині Севниця, Споднєпосавський регіон, Словенія. Висота над рівнем моря: 316,4 м.